# Бутера
Бутера (італ. Butera, сиц. Vutera) — муніципалітет в Італії, у регіоні Сицилія,  провінція Кальтаніссетта.
Бутера розташована на відстані близько 550 км на південь від Рима, 130 км на південний схід від Палермо, 35 км на південь від Кальтаніссетти.
Населення — 4821 особа (2014).
Щорічний фестиваль відбувається 16 серпня. Покровитель — святий Рох.

## Демографія
Населення за роками:

Станом на 1 січня 2023 року в муніципалітеті офіційно проживали 124 іноземці з 17 країн, серед них 95 громадян країн Євросоюзу та 1 громадянин України.

## Сусідні муніципалітети
- Джела
- Ліката
- Маццарино
- Равануза
- Рієзі